# Њу Џек Сити
Њу Џек Сити (енгл. New Jack City) је амерички акциони гангстерски филм из 1991. године, снимљен по оригиналном сценарију Томаса Лија Рајта и Барија Мајкла Купера, који је режирао Марио Ван Пиблс, коме је то редитељски деби, а који такође игра у филму. Главне улоге тумаче Весли Снајпс и репер Ајс-Ти.

## Радња
Прича почиње у Харлему, 1986. године, где Нино Браун и његова банда, Браћа Кеш Лова (БКЛ) постају доминантни њујоршки нарко-картел након што је крек завладао улицама. Нинову банду чине његов друг из детињства Џералд "Џи Мани" Велс, утеривачи и лични телохранитељи Да Да Да Мен и Киша, Нинова девојка Селина Томас и њен технички потковани рођак Карим Акбар. Банда запоседне харлемски комплекс станова Картер и претвори читаву зграду у "кућу крека". Џи Мани и Киша ликвидирају ривалског нарко-боса Дебелог Смитија усред бела дана, БКЛ избацују станаре из станова, а Нино уз уперену сачмару изведе власника зграде голог на улицу. У међувремену, детектив на тајном задатку Скоти Еплтон покуша да купи дрогу од лакопрстог дилера Пукија, али му Пуки украде торбу с новцем и побегне. Скоти појури за Пукијем и савлада га упуцавши га у ногу, али га полиција пусти на слободу. Нинова банда успешно влада улицама Харлема током наредне три године.
Када се шеф Скотијеве јединице, детектив Стоун, нађе под притиском одозго, у том тренутку суспендовани Скоти се добровољно инфилтрира у Нинову банду, ком приликом му Стоун скида суспензију и додељује партнера, слободног стрелца Ника Перетија. За то време, шеф локалног огранка италијанске мафије Дон Арметео шаље свог изасланика Френкија Нидлса да наплати договорени проценат од Нина, који се одметне, одбивши било какву даљу сарадњу с њима. Док Скоти и Ник шпијунирају Нина и његову банду док деле ћуретину локалним бескућницима на Дан захвалности, Скоти спази Пукија, који је сада бескућник и зависник од крека, како премлаћује своју девојку, такође бескућницу и наркоманку, након краће свађе око празничне ћуретине. Уместо да га ухапси, Скоти смести Пукија на клинику за лечење болести зависности, а Пуки након рехабилитације понуди помоћ полицији да сруше Нина. Насупрот Стоуновом и Перетијевом противљењу, Скоти ангажује Пукија као доушника у Картеру.
Када се Пукију изнова врати зависност, Џи Мани примети да је он озвучен и нареди његову ликвидацију и уништење Картера. Полицајци пронађу Пукијев леш са темпираном бомбом, а Ник успева да је дезактивира свега неколико секунди пре експлозије. Ван себе од беса, Нино упозори Џи Манија да више никада не начини тако скупу грешку.
Након Пукијеве сахране и опозива Стоунове операције, Скоти и Ник на своју руку ступају на тајни задатак као препродавци дроге. Након што је подмитио Френкија Нидлса, Скоти се успешно инфилтрира у БКЛ, делом захваљујући Џи Манију, коме су порасле амбиције и који се одао креку пошто је затекао своју дотадашњу девојку Јуникву у превари са Нином. Осећајући се пониженим и осрамоћеним од стране Нина током рапорта о случају Картер, Џи Мани почне да послује са стране, мимо Ниновог знања, са Скотијем. Упркос почетном недостатку поверења, Нино ипак прихвати сарадњу са Скотијем, али упозори Џи Манија да ће их обојицу убити буде ли икаквих проблема. Приликом упознавања, Нино исприча Скотију анегдоту из својих раних дилерских дана: како је био приморан, ради иницијације у своју прву банду, да упуца једну учитељицу насред улице (за коју ће се касније испоставити да је била Скотијева мајка).
Скоти у потпуности стиче Ниново поверење након што му открије да је Џи Мани покушао да ради с њим са стране и спасе га покушаја убиства од стране једног старца, бившег станара Картер Комплекса, који је и раније покушавао да убеди полицију у Нинову деструктивност. Док Нино, Скоти и БКЛ присуствују једној свадби, Ник се ушуња у Нинову вилу и покупи доказни материјал из сефа на флопи-дискетама, а Дон Арметео пошаље плаћене убице да убију Нина у знак одмазде за одметање и између БКЛ-а и атентатора долази до размене ватре из аутоматског оружја. Када Нино употреби девојчицу као живи штит, Скоти покуша да упуца Нина иза леђа. Киша погине у пуцњави засипајући мецима из аутоматског пиштоља атентаторе у бекству. Касније, Селина хистерично осуђује Нина због његових убилачких активности, на шта Нино раскине везу с њом и избаци је из куће. Нино касније, са мотоцикла у покрету, изрешета Дона Арметеа и његове људе, који су се картали на тераси испред кафића, у знак одмазде због пуцњаве на свадби.
Стоун, Скоти и Ник договоре коначну тајну операцију против Нина. Међутим, Карим, коме се Скоти још раније учинио познатим, раскринка Скотија као полицајца, присетивши се сцене Пукијевог упуцавања у ногу, где је игром случаја био присутан, те долази до пуцњаве, ком приликом бива убијен Да Да Да Мен, док Нино успева да побегне, након чега убије Џи Манија. Након пропасти банде, Нино се забарикадира у једном стану и настави да води своју империју самостално. Скоти и Ник упадну у зграду, а Скоти брутално премлати Нина, откривши му да је учитељица коју је убио била његова мајка. Скоти се спрема да упуца Нина, али га Ник одговори од тога, нагласивши да полицајци морају да раде по закону. Нино бива ухапшен, ком приликом упути претње Скотију одмаздом.
На суђењу Нино признаје мању кривицу, устврдивши да је био приморан да помаже банди због претњи убиством његове мајке, и означава Карима као правог вођу банде. Када Нино буде осуђен на свега годину дана, Скоти падне у јарост. Док Нино даје изјаву новинарима испред суднице, исти онај старац, који је већ једном покушао да га убије, упуца Нина у груди.

## Улоге
- Весли Снајпс — Нино Браун
- Ајс Ти — Скоти Еплтон
- Ален Пејн — Џералд "Џи Мани" Велс
- Крис Рок — Пуки
- Марио Ван Пиблс — Стоун
- Мајкл Мишел — Селина Томас
- Бил Нан — Да Да Да Мен
- Расел Вонг — Парк
- Бил Кобс — Старац
- Кристофер Вилијамс — Карим Акбар
- Џад Нелсон — Ник Перети
- Ванеса А. Вилијамс — Киша
- Трејси Камила Џонс — Јуниква
- Џон Апреа — Дон Арметео
- Ентони Десандо — Френки Нидлс
- Ник Ешфорд — свештеник Оутс
- Ик-а-Маус — Дебели Смити

## Зарада
- Зарада у САД - 47.624.353 $